# Vincent McDonald
Vincent McDonald (...) è un giocatore di football americano statunitense che gioca come wide receiver per i Barcelona Dragons.

## Palmarès
- 1 Vaahteramalja (2022)